# Трдат II
Трдат II (арм. Տրդատ Բ) — царь Великой Армении из династии Аршакидов (вторая половина II века н. э. — 252 год), известный в армянских источниках как Хосров, был армянским парфянским князем, который служил римским царём-клиентом Армении. Трдат II был сыном и наследником армянского царя Хосрова I.

Армения около 150 года н. э.

Между 214 и 216 годами Трдат II и его семья находились под стражей у римлян, что спровоцировало крупное восстание в Армении против Рима. В 215 году римский император Каракалла возглавил римскую армию и вторгся в Армению, чтобы положить конец восстанию.
В 217 году Хосров I умер, и Трдат II сменил своего отца на посту царя Армении. Трдат II получил армянскую корону от Каракаллы. Он был провозглашён царём Армении после убийства Каракаллы (8 апреля 217 года).
Трдат II правил как царь Армении с 217 года до своей смерти в 252 году. После смерти Каракаллы Макрин стал новым римским императором и согласился освободить мать Трдата II из римского плена. После битвы при Нисибисе в 217 году между Римом и Парфией и заключённого договора Трдат II был восстановлен на своём армянском престоле, и его правление над Арменией было признано официально.
В неизвестную дату во время его правления есть вероятность, что семья Мамиконянов иммигрировала из Бактрии в Армению. Трдат II был первым царём Армении, преследовавшим христиан. Это преследование продолжалось и при его преемниках.
Отчасти благодаря своему долгому правлению Трдат II стал одним из самых могущественных и влиятельных армянских монархов из династии Аршакидов. В 224 году было разрушено Парфянское царство. Его последний царь Артабан V Парфянский, который был дядей Трдата II по отцовской линии, был убит Ардаширом I, первым царём Империи Сасанидов.
Между 226 и 228 годами, после аннексии Парфии, Ардашир I хотел расширить свою империю, включив в неё Армению. После двух лет конфликта армии римлян, скифов и кушанов отказались от поддержки Армении. Трдат II и его армия остались одни, чтобы продолжить борьбу против Ардашира I.
Трдат II оказал упорное сопротивление Ардаширу I и всё ещё не был побеждён после десяти лет борьбы. После двенадцати лет борьбы с Трдатом II Ардашир I отозвал свою армию и покинул Армению. Длительный военный конфликт Трдата II с Ардаширом I подчеркнул силу Армении во время правления Трдата II. Трдат II умер в 252 году, и ему наследовал его сын Хосров II.